# Hovops
Genre
Hovops est un genre d'araignées aranéomorphes de la famille des Selenopidae.

## Distribution
Les espèces de ce genre sont endémiques de Madagascar.

## Liste des espèces
Selon World Spider Catalog (version 17.5, 20/11/2016) :
- Hovops antakarana Rodríguez & Corronca, 2014
- Hovops betsileo Corronca & Rodríguez, 2011
- Hovops ikongo Rodríguez & Corronca, 2014
- Hovops legrasi (Simon, 1887)
- Hovops lidiae Corronca & Rodríguez, 2011
- Hovops madagascariensis (Vinson, 1863)
- Hovops mariensis (Strand, 1908)
- Hovops menabe Rodríguez & Corronca, 2014
- Hovops merina Corronca & Rodríguez, 2011
- Hovops pusillus (Simon, 1887)
- Hovops vezo Rodríguez & Corronca, 2014

## Publication originale
- Benoit, 1968 : Les Selenopidae africains au Nord du 17e parallèle Sud et reclassement des espèces africaines de la famille (Araneae). Revue de Zoologie et de Botanique Africaines, vol. 77, p. 113-141.